# Jonas Mello
Jonas Mello (São Paulo, 20 de octubre de 1937-Ib., 18 de noviembre de 2020) fue un actor brasileño de cine y televisión, también ha incursionado en el mundo del doblaje. Falleció el 18 de noviembre de 2020 a los 83 años por causas naturales en su hogar.

## Televisión
- 2013 Flor do Caribe - Arruda
- 2012 Salve Jorge - Ismael Silveira (Padrinho de Theo)
- 2012 A Vida da Gente - Álvaro
- 2011 O Astro - Dr. Alberico
- 2010 Araguaia - Bispo Dom Eugênio
- 2006 Cristal - Fonseca
- 2004 A Escrava Isaura - Francisco
- 2003 Canavial de Paixões - Padre Antônio
- 2001 Amor e Ódio - Macário Gomes
- 1999 Vila Madalena - Franco
- 1999 Suave Veneno - Audálio da Silva
- 1998 Estrela de Fogo - Nuno
- 1997 Mandacaru - Coronel Honorato Guedes
- 1997 O Desafio de Elias - Narrador
- 1997 Por Amor e Ódio - Valentino
- 1996 Dona Anja - Quirineu Castilhos
- 1996 Antônio dos Milagres
- 1996 A Última Semana
- 1996 Ele Vive - Anás
- 1996 Irmã Catarina
- 1991 O Portador - Alfredão
- 1990 Barriga de Aluguel - Delegado José de Oliveira
- 1989 Pacto de Sangue - Corrêa
- 1987 Bambolê - Livramento
- 1987 O Outro - Cordeiro de Deus
- 1986 Dona Beija - José Carneiro de Mendonça
- 1985 Jogo do Amor - Jefray
- 1984 Partido Alto - Zé Luiz
- 1983 Maçã do Amor - Mário
- 1983 Acorrentada - Maurício
- 1982 Conflito - Gustavo
- 1982 Paiol Velho - Tonico Loferato
- 1982 O Coronel e o Lobisomem - Ponciano
- 1981 Terras do sem fim - Horácio da Silveira
- 1981 Baila Comigo - Álvaro França
- 1980 Obrigado Doutor  (Participación especial)
- 1980 Coração Alado - Rômulo
- 1980 Chega Mais
- 1979 Os Gigantes - Vítor
- 1978 João Brasileiro, o Bom Baiano - João Brasileiro
- 1977 Um Sol Maior - Luigi D'ângelo
- 1976 Os Apóstolos de Judas - Judas
- 1975 Meu Rico Português - Severo Salgado Salles
- 1974 Os Inocentes - Jarbas
- 1973 Vidas Marcadas
- 1973 Vendaval - Rodolfo
- 1972 O Leopardo - Otávio
- 1972 O Tempo não Apaga - Miguel
- 1971 Sol Amarelo
- 1971 Os Deuses Estão Mortos - Tonho
- 1969 A Cabana do Pai Tomás - Jimmy